# Schermo
Per schermo si intende generalmente un dispositivo o anche un oggetto di varie forme e dimensioni, che può essere usato come protezione, come ad esempio uno schermo isolante o di protezione, ma anche una superficie normalmente riflettente e di colore bianco, su cui rappresentare visivamente, tramite una luce, immagini fisse o in movimento, come ad esempio lo schermo di proiezione cinematografico, un comune televisore o monitor.

## Etimologia e significati
La parola schermo, derivazione di schermire (dal germanico skirmjan, che significa proteggere), nel linguaggio moderno viene intesa più genericamente come un oggetto interposto tra due cose, di varia forma e dimensione, che svolge la funzione di difesa o protezione.

## Tipologia

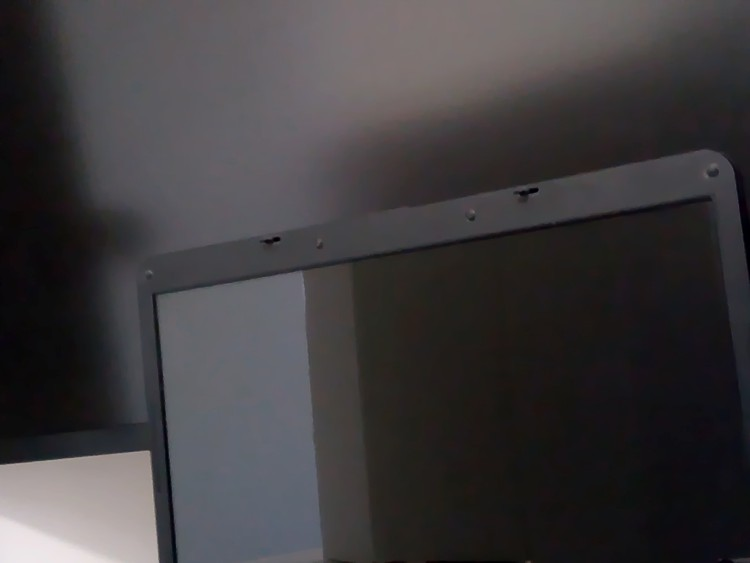
Schermi di due monitor con superficie differente, in primo piano del tipo lucido ed in secondo piano del tipo opaco

Esiste una grande varietà di schermi di protezione, per esempio schermi contro le radiazioni, schermi acustici, schermi biologici, ecc. (per maggiori dettagli vedi schermo di protezione).
Spesso è chiamata "schermo" anche la superficie su cui vengono rappresentate immagini fisse o in movimento; ne esiste una grande varietà, come esempio tra quelle di uso più comune ci sono:
- lo schermo cinematografico, per esempio lo schermo panoramico su cui proiettare film con un proiettore cinematografico;[5]
- gli schermi di proiezione in tessuto o materiale sintetico con superficie traslucida e riflettente, usati per visualizzare immagini fisse e in movimento, per esempio da diapositive o videoproiettori;
- lo schermo fluorescente di un apparecchio radiologico su cui visualizzare le immagini radiografiche;
- lo schermo del televisore o la parte anteriore del monitor di un computer, con tubo a raggi catodici (CRT), con display a cristalli liquidi (LCD) o al plasma.